# Saulei csata
A saulei csata a Kardtestvérek lovagrendjének döntő veresége a lettektől és a litvánoktól a litvániai Šiauliai mellett, amelyet régibb formában Saule, Saulen néven jegyeznek, ezért is az ütközet neve sauleni csata. A csatában a lovagok elvesztették vezetőjüket is.

## A Kardtestvérek terjeszkedései
A Kardtestvérek rendje militáns lovagrendet 1202-ben Albert von Buxthoeven rigai püspöke alapított Livóniában. A Rend azonnal megkezdte a lett, kur, lív és észt területek meghódítását és erőszakos térítését. A Kardtestvérek által ellenőrzött terület északról Dán Észtországgal, keletről orosz fejedelemségekkel, délről litván törzsekkel volt határos. A rend rákényszerült a folyamatos területhódításra, de bár a mai Észtország és Lettország területén élő pogány törzseket sikerült egymással kijátszva legyőzniük, a litván törzsek szövetkeztek, az orosz területek pedig szervezetten együttműködtek. 1234-ben V. Jaroszláv novgorodi fejedelem vezetésével a novgorodiak és vlagyimiriek legyőzték őket, de a lovagok ereje még nem tört meg.

## Hadjárat a litvánok és a lettek ellen
A kardtestvérek a harcias szemigallok (zemgaleiek) részéről kemény ellenállásba ütköztek. 1236 tavaszán a lovagok betörtek a litván Szamogitiába (Žemaitia). A keresztes sereg viszont csak töredéke állt jól felszerelt, páncélos lovagokból. A harcosok zömét fegyelemhez nem szokott segédcsapatok tették ki, akik a németek helyi szövetségesei, vazallusai voltak. A segédcsapatok szerteszét fosztogattak az országban, így tényleges térítés nem történt. Miután elég zsákmányt szereztek, a lovagok Szemigallián (Zemgale) át hazafelé készültek. De Vykintas szamogit fejedelem összefogott a szemigallokkal, hogy a betörést megtorolja. A Kardtestvérek támadása is annyira gyorsan zajlott le, hogy Vykintas idejében nem tudott reagálni és a szamogit harcosok már csak akkor gyűltek össze, mikor az ellenség visszavonulóban volt.

## A csata
Vykintas, Szamogitia fejedelme lett a két törzs szövetségének vezetője, amely elindult, hogy csatába szálljon a lovagokkal. A kardtestvéreket maga Volquin nagymester vezette. A 3000 fős lovagi sereg és segédcsapatai a Mūša folyó egyik mocsaras átkelőjén próbáltak átjutni, hogy a túloldalon visszatérhessenek Livóniába. Mindennek komoly kockázata volt, mert az átkelés nehézségeiből komoly kockázatok adódhattak és a nehéz fegyverzetű lovagok nem tudtak volna koncentrált erővel harcolni. Ráadásul a folyónál várakozott Vykintas 5-6000 főnyi harcossal.
A csatát megelőző nap egy főleg holsteini lovagokból álló csapat került szembe a gázlónál a szamogitokkal. Mivel nem akartak lóról leszállva az ingoványos területen harcolni, ezért estére táborba szálltak. Másnap Vykintas teljes hadereje felsorakozott a lovagok ellen. Minthogy az süppedős talajon a nehézpáncélzatú lovagok lassabban mozogtak és fegyvereiket is korlátozottan használhatták, Vykintas a lándzsás szamogit könnyűlovasságot küldte ellenük. A szamogit támadás miatt a lovagok livóniai népekből álló segédcsapatai, akik amúgy se voltak jól felszerelve, elmenekültek a csatából. A lovagok egy része kiverekedte magát, s igyekeztek eljutni a biztonságot jelentő Rigába, útközben megjelentek a szemigall harcosok, akik rajtuk ütöttek és megölték őket.
Bár a szamogitok és szemigallok vesztesége is meghaladt az ezer főt, de a keresztesek részéről közel háromezren estek el a csatában. Ezzel a csatával a lovagok megsemmisítő vereséget szenvedtek, mert a rend tagjai közül 50-en lelték halálukat Saulénél, köztük Volquin nagymester is.

### A csata helyszíne nem bizonyított
A Saulei csata helyszíne nem határozható meg pontosan. A csata lehetséges helyszínével kapcsolatban két széleskörű hipotézis létezik: az egyik szerint Litvániában Šiauliai közelében vagy a lettországi Vecsaule közelében történt az összecsapás. Litvániában, Šiauliai mellett található a terra Sauleorum. Egy régi út vezet át rajta Žemaitija felől Joniškis–Jelgava irányába, és a Mūša folyót keresztezi egy mocsaras területen Jaunjūniem közelében, ez a csata vélt helyszíne. Az sem bizonyított, hogy a Bauskától keletre fekvő Saule helynév ősi eredetű lenne. Ezzel szemben a vecsaulesi (Bauskától keletre) csatahelyről alkotott vélemény azon a feltételezésen alapul, hogy a keresztes lovagoknak akkoriban nem volt szükségük betörni Žemaitijába, és a Saulei csata kapcsán sem említik Žemaitját. A régészeti leletek tanúskodnak a Vecsaule melletti csatáról. Az ellentmondást ebben a hipotézisben az okozza, hogy a dokumentumok alapján Saulei földje a Zemgali déli határán volt.

## A következmények

Livónia felosztása 1260 körül. A Dán Hercegségről szól a Dán Észtország szócikk. A Livóniai Lovagrend megnevezés a Kardtestvérek rendjét jelenti, illetve 1260-ban a Német Lovagrend Livónia rendtartományát.

A vereség után a német császár és a pápa kemény megrovásban részesítette a lovagrendet, korábbi visszaélései miatt. Láthatólag nem a kereszténység terjesztésével, hanem zsákmányszerzéssel és feudális birtokok kiépítésével törődtek, ugyanis a kúrföldi eseten túl, amikor keresztényeket támadott a lovagrend, IX. Gergely pápa olyan kéréssel fordult a lovagok felé, hogy védjék meg Finnországot a novgorodiak támadásától, de alighanem a rend elhanyagolta a kérés teljesítését. Ezért a Kardtestvérek rendjét a pápa parancsára beolvasztották a Német Lovagrendbe, amelynek ezáltal egyik tartománya lett, és megőrizte autonómiáját.
A Rigai főegyházmegye és három egyházmegyéje – a dorpati, öseli és a  kurföldi – a Német Lovagrend Livón tartományával alkotta a történészek által Ó-Livóniának nevezett államalakulatot (a Dán Észtországot, a képen Dán Hercegség, 1346-ban vette meg a Német Lovagrend a Dán Királyságtól).